# Ferdinand I. Bulharský
Ferdinand I., celý titul kníže Ferdinand Maximilian Karl Leopold Maria Sasko-Kobursko-Gothajský (26. února 1861 Vídeň – 10. září 1948 Koburg), byl v letech 1887–1908 bulharský kníže a v letech 1908–1918 bulharský car. Byl také spisovatel, botanik a filatelista, který vlastnil velký majetek v Horních Uhrách. Bulharsko pod jeho vedením na přelomu 19. a 20. století zažilo největší, dokonce nejrychlejší rozvoj oproti ostatním sousedním zemím. Velkou zásluhu na tom měla rychlá modernizace země, jejímž byl car Ferdinand zastáncem. Byl následníkem knížete, prince Alexandra I., kterého vystřídal na trůně právě ve chvíli, kdy se zdálo, že bulharský stát čeká velký rozvoj. Během jeho vlády země učinila značný pokrok v mnoha sférách – politické, ekonomické, kulturní, jakož i vojenské.

## Historie
Stejně jako jiné evropské národy, i Bulhaři v 19. století prošli národním sebeuvědoměním. V roce 1876 tento proces vedl až k revolučnímu povstání, vyvolaném bulharskou elitou odmítající stav, kdy Bulharsko stále zůstává součástí Osmanské říše. Povstání bylo Tureckem surově potlačeno. Razance, se kterou Turci v Bulharsku skoncovali s povstáním, vyvolala reakci Ruska a poté i ostatních evropských velmocí. Situace vedla k tomu, že na berlínském kongresu v roce 1878 Bulharsko získalo částečnou samostatnost. Na severu vzniklo autonomní knížectví. Jih, Velká Rumelie, patřil k Turecku, ale měl křesťanského guvernéra. V roce 1879 Národní shromáždění ve Velkém Tarnovu přijalo ústavu bulharského knížectví. Panovníkem byl prohlášen Alexandr I. z rodu Battenbergů. Na politické scéně, jež byla značně nestabilní, dominoval Stefan Stambolov. Stambolov dosáhl v roce 1885 připojení východní Rumelie. Bulharsko bylo sjednocené, a toto připojení si Bulhaři uhájili i ve válce proti Srbům. Sambolov přestál i pád Alexandra I., a z jeho iniciativy se kandidátem na bulharský knížecí trůn stal Ferdinand z rodu Sachsen-Coburg-Gotha. Této dynastii se v 19. a na počátku 20. století podařilo obsadit několik evropských trůnů včetně bulharského. Ferdinand I. vládl Bulharsku během dvou balkánských válek. Byly předehrou k první světové válce, která ukončila vládu Ferdinanda na bulharském trůnu a ve svých důsledcích vedla k exilu Ferdinanda a k prohlášení Bulharska republikou.

## Nástup Ferdinanda I. na trůn
Ferdinand nastoupil na bulharský trůn 7. července 1887. Stambolov mu byl jako ministerský předseda oporou. Na druhé straně Stambolov byl proti sbližování Bulharska s Ruskem, které bylo tradičním bulharským protektorem a jeho nejmocnějším sousedem. Ferdinand Stambolova sesadil a v roce 1895 ho nechal zavraždit. Stabilizoval vztahy s Ruskem, dokonce jako katolík slíbil, že jeho syn Boris přestoupí na pravoslaví. Jako bulharský vládce dosáhl kníže Ferdinand I. uznání evropských velmocí. Po Stambolovově smrti se vlády v zemi rychle střídaly, ale zem se i přesto rychle rozvíjela. V roce 1908 se Ferdinand rozhodl ukončit i formální závislost na Turecku a s pomocí Rakouska vyhlásil 22. října 1908 samostatnost a sebe jmenoval bulharským carem. V té době už Turecko bylo značně nestabilní a nedokázalo na situaci reagovat. Evropské mocnosti nezasahovaly, nechaly věcem volný průběh.

## Dvě balkánské války
Vzhledem k situaci v Turecku usoudil Ferdinand I. Bulharský, že nastal čas zaútočit na Turecko, a že existuje reálná možnost „dorazit nemocného muže na Bosporu“. Zformoval Balkánský spolek, tvořený krom Bulharska Srbskem, Řeckem a Černou Horou. První balkánská válka začala na podzim 1912. Balkánský spolek v krvavém konfliktu zvítězil, a nebýt intervence evropských mocností, byla by osmanská moc na Balkáně definitně ukončena. Výsledek londýnského jednání byl pro Bulharsko zklamáním. Skončil sen o Velkém Bulharsku s přístupem k Egejskému moři obsahujícím i Makedonii. Zklamaní Bulhaři zahájili po uzavření londýnského míru válku proti bývalým spojencům. Válka skončila pro Bulharsko katastrofou. Bukurešťský mír uzavřený roku 1913 připravil Bulharsko o Dobrudžu, kterou dostalo Rumunsko, o Thrákii, kterou získalo Řecko, a o část Makedonie, která připadla Srbsku.

## První světová válka
Frustrace z výsledků obou balkánských válek umocnila touhu Bulharů po pomstě. Neúspěchem byla ovlivněna zahraničněpolitická orientace země. Ferdinandovi vyhovovaly protisrbské nálady, preferoval politické zaměření na Rakousko-Uhersko a Německo. V létě roku 1915 vstoupilo Bulharsko do války na straně Ústředních mocností. Zpočátku se vše dařilo: Bulharsko se odškodnilo na úkor všech svých nepřátel z druhé balkánské války. V průběhu války Němci po svém spojenci Bulharsku požadovali stále větší angažovanost v bojích a ekonomika země nebyla na takové výdaje připravená.

## Abdikace a smrt
K ekonomickým problémům se v roce 1918 přidaly i vojenské neúspěchy. Po debaklu na tzv. Soluňské frontě donutila bulharská opozice Ferdinanda abdikovat ve prospěch jeho syna Borise. Ferdinand dožil v exilu ve svém rodném Coburgu. Zemřel 10. září 1948, devět měsíců poté, co Bulharsko přijalo socialistickou ústavu. Car Ferdinand svou vládu skončil v roce 1918 po podpisu abdikace se slovy: „Přišel jsem sem, abych tu zůstal (až do smrti).“ Toto přání se mu však nesplnilo, což ho trápilo až do jeho smrti v roce 1948.

## Potomci

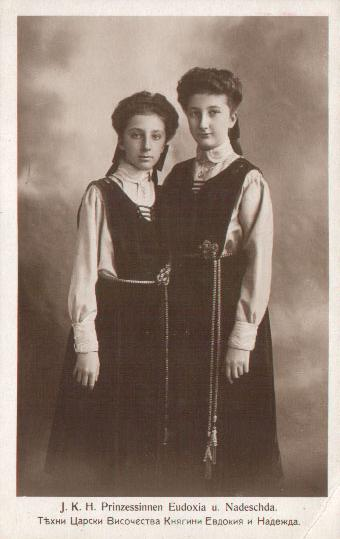
Dcery Eudoxia a Naděžda

V roce 1893 se oženil s parmskou princeznou Marií Luisou (17. 1. 1870 Řím – 31. 1. 1899 Sofie), která zemřela den po porodu čtvrtého potomka:
- 1. Boris (30. 1. 1894 Sofie – 28. 8. 1943 tamtéž), jako Boris III. bulharský car od roku 1918 až do své smrti
  - ⚭ 1930 princezna Jana Savojská (13. 11. 1907 Řím – 26. 2. 2000 Estoril)
- 2. Kyril (17. 11. 1895 Sofie – 1. 2. 1945 tamtéž), svobodný a bezdětný, regent v bulharském carství 1943-1944 za svého nezletilého synovce Simeona, po převzetí moci komunisty v září 1944 byl lidovým soudem odsouzen k smrti a následujícího roku popraven
- 3. Eudoxia Augusta (5. 1. 1898 Sofie – 4. 10. 1985 Friedrichshafen), v září 1944 zatčena a mučena komunisty, po propuštění se usadila v Německu, svobodná a bezdětná
- 4. Naděžda Klementina (30. 1. 1899 Sofie – 15. 2. 1958 Stuttgart)
  - ⚭ 1924 Albrecht Evžen Württemberský (8. 1. 1895 Stuttgart – 24. 6. 1954 Schwäbisch Gmünd), vévoda württemberský

Ferdinandovou druhou manželkou se v roce 1908 stala princezna Eleonora Reussová z Kestřic. Jejich manželství bylo bezdětné.

## Vývod z předků
|                        |                                        |  |                           |                                          |  |  |  |  |  |  |  | Arnošt Fridrich Sasko-Kobursko-Saalfeldský |
|                        |                                        |  |                           |                                          |  |  |  |  |  |  |  |                                            |
|                        | František Sasko-Kobursko-Saalfeldský   |  |                           |                                          |  |  |  |  |  |  |  |                                            |
|                        |                                        |  |                           |                                          |  |  |  |  |  |  |  |                                            |
|                        |                                        |  |                           | Žofie Antonie Brunšvicko-Wolfenbüttelská |  |  |  |  |  |  |  |                                            |
|                        |                                        |  |                           |                                          |  |  |  |  |  |  |  |                                            |
|                        | Ferdinand Sasko-Kobursko-Gothajský     |  |                           |                                          |  |  |  |  |  |  |  |                                            |
|                        |                                        |  |                           |                                          |  |  |  |  |  |  |  |                                            |
|                        |                                        |  |                           | Jindřich XXIV. Reuss Ebersdorf           |  |  |  |  |  |  |  |                                            |
|                        |                                        |  |                           |                                          |  |  |  |  |  |  |  |                                            |
|                        | Augusta Reuss Ebersdorf                |  |                           |                                          |  |  |  |  |  |  |  |                                            |
|                        |                                        |  |                           |                                          |  |  |  |  |  |  |  |                                            |
|                        |                                        |  |                           | Karolína Ernestýna z Erbach-Schönberg    |  |  |  |  |  |  |  |                                            |
|                        |                                        |  |                           |                                          |  |  |  |  |  |  |  |                                            |
|                        | August Sasko-Kobursko-Gothajský        |  |                           |                                          |  |  |  |  |  |  |  |                                            |
|                        |                                        |  |                           |                                          |  |  |  |  |  |  |  |                                            |
|                        |                                        |  |                           | Ignác Koháry de Csábrág et Szitnya       |  |  |  |  |  |  |  |                                            |
|                        |                                        |  |                           |                                          |  |  |  |  |  |  |  |                                            |
|                        | Ferencz József Koháry de Csábrág       |  |                           |                                          |  |  |  |  |  |  |  |                                            |
|                        |                                        |  |                           |                                          |  |  |  |  |  |  |  |                                            |
|                        |                                        |  |                           | Marie Anna von Cavriani                  |  |  |  |  |  |  |  |                                            |
|                        |                                        |  |                           |                                          |  |  |  |  |  |  |  |                                            |
|                        | Maria Antonia Koháry de Csábrág        |  |                           |                                          |  |  |  |  |  |  |  |                                            |
|                        |                                        |  |                           |                                          |  |  |  |  |  |  |  |                                            |
|                        |                                        |  |                           | Jiří Kristián z Valdštejna-Vartenberka   |  |  |  |  |  |  |  |                                            |
|                        |                                        |  |                           |                                          |  |  |  |  |  |  |  |                                            |
|                        | Marie Antonie z Valdštejna-Vartenbergu |  |                           |                                          |  |  |  |  |  |  |  |                                            |
|                        |                                        |  |                           |                                          |  |  |  |  |  |  |  |                                            |
|                        |                                        |  |                           | Alžběta Ulfeldtská                       |  |  |  |  |  |  |  |                                            |
|                        |                                        |  |                           |                                          |  |  |  |  |  |  |  |                                            |
| Ferdinand I. Bulharský |                                        |  |                           |                                          |  |  |  |  |  |  |  |                                            |
|                        |                                        |  |                           |                                          |  |  |  |  |  |  |  |                                            |
|                        |                                        |  | Ludvík Filip I. Orleánský |                                          |  |  |  |  |  |  |  |                                            |
|                        |                                        |  |                           |                                          |  |  |  |  |  |  |  |                                            |
|                        | Ludvík Filip II. Orleánský             |  |                           |                                          |  |  |  |  |  |  |  |                                            |
|                        |                                        |  |                           |                                          |  |  |  |  |  |  |  |                                            |
|                        |                                        |  |                           | Luisa Henrietta Bourbonská               |  |  |  |  |  |  |  |                                            |
|                        |                                        |  |                           |                                          |  |  |  |  |  |  |  |                                            |
|                        | Ludvík Filip                           |  |                           |                                          |  |  |  |  |  |  |  |                                            |
|                        |                                        |  |                           |                                          |  |  |  |  |  |  |  |                                            |
|                        |                                        |  |                           | Ludvík Jan Maria Bourbonský              |  |  |  |  |  |  |  |                                            |
|                        |                                        |  |                           |                                          |  |  |  |  |  |  |  |                                            |
|                        | Luisa Marie Adelaida Bourbonská        |  |                           |                                          |  |  |  |  |  |  |  |                                            |
|                        |                                        |  |                           |                                          |  |  |  |  |  |  |  |                                            |
|                        |                                        |  |                           | Marie Tereza Felicitas d'Este            |  |  |  |  |  |  |  |                                            |
|                        |                                        |  |                           |                                          |  |  |  |  |  |  |  |                                            |
|                        | Klementina Orleánská                   |  |                           |                                          |  |  |  |  |  |  |  |                                            |
|                        |                                        |  |                           |                                          |  |  |  |  |  |  |  |                                            |
|                        |                                        |  |                           | Karel III. Španělský                     |  |  |  |  |  |  |  |                                            |
|                        |                                        |  |                           |                                          |  |  |  |  |  |  |  |                                            |
|                        | Ferdinand I. Neapolsko-Sicilský        |  |                           |                                          |  |  |  |  |  |  |  |                                            |
|                        |                                        |  |                           |                                          |  |  |  |  |  |  |  |                                            |
|                        |                                        |  |                           | Marie Amálie Saská                       |  |  |  |  |  |  |  |                                            |
|                        |                                        |  |                           |                                          |  |  |  |  |  |  |  |                                            |
|                        | Marie Amálie Neapolsko-Sicilská        |  |                           |                                          |  |  |  |  |  |  |  |                                            |
|                        |                                        |  |                           |                                          |  |  |  |  |  |  |  |                                            |
|                        |                                        |  |                           | František I. Štěpán Lotrinský            |  |  |  |  |  |  |  |                                            |
|                        |                                        |  |                           |                                          |  |  |  |  |  |  |  |                                            |
|                        | Marie Karolína Habsbursko-Lotrinská    |  |                           |                                          |  |  |  |  |  |  |  |                                            |
|                        |                                        |  |                           |                                          |  |  |  |  |  |  |  |                                            |
|                        |                                        |  |                           | Marie Terezie                            |  |  |  |  |  |  |  |                                            |
|                        |                                        |  |                           |                                          |  |  |  |  |  |  |  |                                            |